# Universitatea Oslo
Universitatea din Oslo (în norvegiană Universitetet i Oslo; în latină Universitas Osloensis) este o universitate publică de cercetare situată în Oslo, Norvegia. Este cea mai veche universitate din Norvegia. Este clasată în mod constant printre universitățile de top din Europa de Nord; Clasamentul academic al universităților mondiale din 2022 a clasat-o pe locul 67 ca cea mai bună universitate din lume și pe locul trei ca cea mai bună din țările nordice. În 2023, atât QS World University Rankings, cât și Times Higher Education World University Rankings au enumerat universitatea ca fiind cea mai bine clasată universitate norvegiană, plasând-o pe locul 101 și, respectiv, pe locul 126 în lume.
Numită inițial Universitatea Regală Frederick, universitatea a fost înființată în 1811 ca continuarea norvegiană de facto a universității comune din Copenhaga a uniunii Danemarca-Norvegia, universitate cu care împărtășește multe tradiții. A fost numită pentru regele Frederic al VI-lea al Danemarcei și Norvegiei și și-a primit numele actual în 1939. Universitatea a fost poreclită în mod obișnuit „The Royal Frederick’s” (Det Kgl. Frederiks) înainte de schimbarea numelui și, în mod informal, de asemenea, denumită simplu Universitetet (literal „universitatea”). A rămas instituția preeminentă de învățământ superior din Norvegia și singura universitate a țării până în 1946. 
Universitatea are aproximativ 27.700 de studenți și are aproximativ 6.000 de angajați. Facultățile sale includ teologia (luterană) (Biserica Luterană din Norvegia fiind biserica de stat a Norvegiei din 1536), drept, medicină, științe umaniste, matematică, științe naturale, științe sociale, stomatologie și educație. Campusul neoclasic original al universității este situat în centrul orașului Oslo; este ocupat în prezent de Facultatea de Drept. Majoritatea celorlalte facultăți ale universității sunt situate în campusul mai nou Blindern din suburbia West End. Facultatea de Medicină este împărțită între mai multe spitale universitare din zona Oslo. Universitatea include, de asemenea, unele institute afiliate oficial independente, cum ar fi Centrul pentru Cercetarea Internațională a Climei și Mediului (CICERO), NKVTS și Centrul Frisch. 
Premiul Nobel pentru Pace a fost acordat în Atriumul universității, între 1947 și 1989 și în 2020. Din 2003, Premiul Abel este acordat în Atrium. Cinci cercetători afiliați universității au fost laureați ai Premiului Nobel și trei au fost câștigători ai Premiului Turing.